# حمد بن عبد الله آل معمر
الأمير حمد أو الأمير أحمد ابن الأمير عبد الله ابن الأمير معمر سادس أمراء إمارة العيينة، وقد تولى حكمها خلفاً لأبيه سنة 1024 للهجرة، وفي عهده حارب آل عطاء وضم بلدة ملهم إلى حكمه، وفي سنة 1045 للهجرة باع حريملاء على آل حمد فأصبحوا أمراءها، وفي سنة 1051 للهجرة وقعت وقعة الظهيرة بين آل برجس وبين أهل العيينة، وفي السنة التي تلتها توجه بأنصاره فأعان الأمير رميزان أمير سدير عندما كان محصوراً، وكان له علاقات جيدة مع أشراف مكة فحج عدة مرات وتوفي في حجه سنة 1056 للهجرة.